# John Somers, 1st Baron Somers
John Somers, 1. baron Somers, PRS, angleški pravnik in akademik, * 4. marec 1651, † 26. april 1716.
Med letoma 1698 in 1703 je bil predsednik Kraljeve družbe.